# Makmurjaya
Makmurjaya is een bestuurslaag in het regentschap Karawang van de provincie West-Java, Indonesië. Makmurjaya telt 3931 inwoners (volkstelling 2010).